# 113 a. C.
El año 113 a. C. fue un año del calendario romano prejuliano. En el Imperio romano, fue conocido como el año 641 Ab Urbe condita.

## Acontecimientos
- Cayo Cecilio Metelo Caprario y Cneo Papirio Carbón, son nombrados cónsules de Roma
- Teutones y Cimbros comienzan sus migraciones.
- Hispania Ulterior: M. Junio Silano, pretor, lucha contra los lusitanos.[1]

## Nacimientos
- Espartaco